# Vuelta Abajo
Vuelta Abajo (o Vueltabajo) es una región de la provincia de Pinar del Río, Cuba. Comprende la parte más occidental de la isla, bordeada al norte por la Sierra de los Órganos. Es una de las cinco regiones tabaqueras de Cuba.
Una gran cantidad de tabaco se cultiva en la región, por lo que "Vuelta Abajo" también puede hacer referencia al tipo de cigarro de alta calidad originario de la provincia de Pinar del Río. La industria tabaquera comenzó su actividad en esta región hacia 1830. La región tiene una longitud de 140 km y 16 km de anchura.